# Pseudoleon
Genre
Pseudoleon est un genre de la famille des Libellulidae appartenant au sous-ordre des anisoptères dans l'ordre des odonates. Il ne comprend qu'une seule espèce : Pseudoleon superbus.

## Espèce du genrePseudoleon
- Pseudoleon superbus (Hagen, 1861)